# Horányi Özséb
Horányi Özséb (Budapest, 1942. március 27. –) gyengeáramú villamosmérnök, a nyelvtudományok kandidátusa, tudományszervező, kommunikációkutató, iskolateremtő, a kommunikáció participációs elméletének kidolgozója, egyetemi tanár.

## Életrajza
Értelmiségi családban született, a műszaki tudományok szeretetét a családi körből hozta. Az esztergomi Temesvári Pelbárt Ferences Gimnázium növendéke volt. 1967-ben a Budapesti Műszaki Egyetemen szerzett távközlési villamosmérnöki diplomát. Tanulmányai alatt nagy hatással volt rá Simonyi Károly professzor.
Ifjú mérnökként 1971-ig a Magyar Villamos Művek Tröszt munkatársaként dolgozott. Ezután a Természet Világa folyóirat szerkesztője volt. Ez a munkakör új fejezetet nyitott életében.
„Szerkesztői tevékenységének alapelveiben körvonalazódtak az őt jellemző intellektuális szemlélet keretei. Ebben az időszakban formálódott az a szerzői kör, melynek tagjai az elkövetkező évtizedekben Horányi munkatársaivá váltak, és itt körvonalazódott az a - tömören interdiszciplinárisnak nevezhető - tudományszemlélet, amely a későbbiekben a nevéhez kapcsolódó tanulmányok, kötetek, kutatások formai kereteiben és tartalmában egyaránt érvényesültek”.
1971-ben a debreceni Kossuth Lajos Tudományegyetemen bölcsészdoktori fokozatot szerzett. 1972–1983 között a Pannónia Filmstúdió Szinkronfilm stúdió munkatársaként dolgozott. 1983-ban megvédte kandidátusi dolgozatát nyelvészetből.
1983-tól Magyar Iparművészeti Főiskola rektorának, (Gergely lstván) meghívására egyetemi tanárként először a Vizuális Kutatások Intézetének, majd Elméleti Intézetének igazgatója volt. Közben – 1984-től – már a Janus Pannonius Tudományegyetem oktatójaként is dolgozott a kommunikációs és szemiotikai képzés kialakításán. Ebben az időszakban kezdődött a pécsi Tanárképző Főiskola egyetemmé történő átalakítása, amelybe egyetemi tanárként is bekapcsolódott és 1992-ben az általa alapított Bölcsészettudományi Kar dékánja lett. A karon belül kialakuló képzés a magyarországi felsőoktatás első kommunikációs szakjaként (később első kommunikációs doktori programjaként) vált ismertté és e profil a többi egyetemen később induló kommunikációs képzésekhez kínált mintát. 1996-ig volt az általa alapított Kommunikáció Tanszék vezetője. Horányi Özséb pécsi működésének lényeges állomása volt a Janus egyetemi folyóirat 1986-ban történt megalapítása és szerkesztése.
1996 és 1999 között a Pázmány Péter Katolikus Egyetemen a Kommunikáció Tanszéket vezette, majd 1999 és 2010 között a Budapesti Műszaki és Gazdaságtudományi Egyetemen a Gazdasági és Társadalomtudományi Kar Szociológia és Kommunikáció Tanszékén tanszékvezető-helyettes egyetemi tanárként működött. Oktatott tárgyai voltak: szemiotika, humánetológia, közvetlen emberi kommunikáció, kommunikációs zavarok, társadalmi kommunikáció. 1996-tól az Országos Rádió és Televízió Testület Panaszbizottságának tagjaként is tevékenykedett. 2010 és 2017 között a Budapesti Corvinus Egyetemen vezette a Társadalmi Kommunikáció Doktori Iskolát, amelyben 2017-ig tanított is. 2017-ben vonult nyugdíjba. Részfoglalkozásúként kommunikációt tanított még – többek között – az Államigazgatási Főiskolán és a Dunaújvárosi Főiskola Déri János Kommunikációs Intézetében is.
Közéleti tevékenysége a keresztény értelmiségi szerephez kapcsolható. 1994-től több mint tíz évig volt a Magyar Pax Romana egyesület elnöke. Tevékenysége során és a társadalmi kommunikáció kapcsán következetesen a párbeszéd híve volt, aminek hangot adott a Vigilia-t köszöntő írásában is. Az ezredforduló időszakában éveken át részt vett a folyóirat szerkesztésében.

## Művei
- Jel, jelentés, információ; Magvető, Bp., 1975 (Gyorsuló idő)
- A jel tudománya; vál., bev. Horányi Özséb, Szépe György, ford. Antal László et al.; Gondolat, Bp., 1975
- Tanulmányok a magyar animációs filmről; szerk. Horányi Özséb, Matolcsy György; Magyar Filmtudományi Intézet és Filmarchívum, Bp., 1975 (Filmművészeti könyvtár)
- Kommunikáció, 1–2.; összeáll., szerk. Horányi Özséb; Közgazdasági és Jogi, Bp., 1977–1978
- Montázs; összeáll. Horányi Özséb; Tömegkommunikációs Kutatóközpont, Bp., 1977 (A Tömegkommunikációs Kutatóközpont szakkönyvtára)
- Utak a vizuális kultúrához; szerk. Beke László, Horányi Özséb; Országos Oktatástechnikai Központ–MTA Vizuális Kultúrakutató Munkabizottság, Veszprém–Bp., 1979
- Studies in Hungarian animation, 1-2. (Tanulmányok a magyar animációs filmről); szerk. Horányi Özséb, Matolcsy György, angolra ford. J. E. Szöllősy; Magyar Filmtudományi Intézet és Filmarchívum, Bp., 1980
- A sokarcú kép. Válogatott tanulmányok; szerk. Horányi Özséb; Tömegkommunikációs Kutatóközpont, Bp., 1982 (Tanfolyamok Tömegkommunikációs Kutatóközpont)
- Az egyház mozgástereiről a mai Magyarországon; szerk. Horányi Özséb; Vigilia, Bp., 1997 (Egyház a társadalomban)
- Társadalmi kommunikáció; szerk. Béres István, Horányi Özséb; Osiris, Bp., 1999 (Osiris tankönyvek)
- Magyar megfontolások a Soáról; szerk. Hamp Gábor, Horányi Özséb, Rábai László; Magyar Pax Romana Fórum–Pannonhalmi Főapátság, Bp., 1999
- Társadalmi kommunikáció; szerk. Béres István, Horányi Özséb; Osiris, Bp., 2001 (Osiris tankönyvek)
- A sokarcú kép. Válogatott tanulmányok a képek logikájáról; szerk. Horányi Özséb; 2. mód. kiad.; Typotex, Bp., 2003
- Kommunikáció. Válogatott tanulmányok; összeáll., szerk. Horányi Özséb; 2. bőv., jav. kiad.; General Press, Bp., 2003
- Szöveggyűjtemény a társadalmi kommunikáció tanulmányozásához. Egyetemi jegyzet; szerk. Hamp Gábor Horányi Özséb; Műegyetemi, Bp., 2005
- A jel tudománya. Szemiotika; vál., bev. Horányi Özséb és Szépe György, ford. Antal László et al.; 2. bőv. kiad.; General Press, Bp., 2005
- Jel, jelentés, információ, kép; General Press, Bp., 2006
- Társadalmi kommunikáció mérnököknek; szerk. Hamp Gábor, Horányi Özséb; Typotex–BMGE GTK, Bp., 2006 (Baccalaureus scientiae tankönyvek)
- A kommunikáció mint participáció; szerk. Horányi Özséb; Alkalmazott Kommunikációtudományi Intézet–Typotex, Bp., 2007
- Szárszó 2011. Kihívások és felelősségek; szerk. Horányi Özséb, Bokor Tamás, Hermán Mostert Rebekka; Magyar Pax Romana–Európai Protestáns Magyar Szabadegyetem, Bp., 2012